# Sepp Hohenleitner
Sepp Hohenleitner (* 5. November 1931 in Partenkirchen) ist ein ehemaliger deutscher Skispringer.

## Werdegang
Hohenleitner begann seine Karriere mit dem Start bei der ersten Internationalen Ski-Flugwoche 1950 in Oberstdorf. Bei der Vierschanzentournee 1953 erreichte er einen siebenten Platz in Partenkirchen, den neunten Platz in Oberstdorf, einen fünften Platz in Innsbruck und in Bischofshofen den 14. Platz. Die Tournee beendete er anschließend auf dem 7. Platz der Gesamtwertung. Es wurde das beste Ergebnis bei einer Vierschanzentournee in seiner gesamten Karriere. Kurz nach der Tournee gewann er die Deutsche Meisterschaft von der Normalschanze auf den Murgtalschanzen in Baiersbronn. Bei der Vierschanzentournee 1953/54 konnte er an seine Erfolge nicht anknüpfen, erreichte aber durchweg Platzierungen unter den besten zehn. Ein Jahr später gelang ihm mit dem vierten Platz in Partenkirchen das höchste Einzelergebnis seiner Karriere. Für eine gute Platzierung in der Gesamtwertung reichte es jedoch nicht. Nach weiteren Tourneeteilnahmen ohne größere Erfolge beendete er 1958 seine aktive Skisprungkarriere.